# Ophrys × phryganae
L'ofride delle garighe (Ophrys × phryganae Devillers-Tersch. & Devillers, 1991) è una pianta appartenente alla famiglia delle Orchidacee. È un ibrido naturale interspecifico tra O. lutea e O. sicula
Il nome deriva da frigana (dal greco φρύγανον = "legno secco"), una gariga caratteristica del mar Egeo.

## Descrizione
Molto simile a Ophrys lutea, da cui si differenzia per l'infiorescenze più lassa e i fiori più piccoli (10–15 mm), e per il labello, piegato a ginocchio verso il basso.
Fiorisce da marzo a maggio.

## Biologia
Si riproduce per impollinazione entomofila ad opera dell'imenottero Andrena humilis e di altre specie del genere Andrena (Andrenidae).

## Distribuzione e habitat
Diffusa nell'area mediterranea centro-orientale, dal sud dell'Italia (Sicilia, Calabria, Puglia e forse Sardegna, di recente segnalata anche nelle Marche) sino alla Grecia, a Creta e all'Anatolia.
Cresce in prati aridi e garighe, da 0 a 1300 m di altitudine.